# 谷啸
谷啸，中华人民共和国政治人物、全国脱贫攻坚先进个人。

## 生平
谷啸任陕西省铜川市宜君县委原副书记（挂职）、彭镇武家塬村原第一书记，中国人民银行内审司综合处一级调研员。因在脱贫攻坚战中作出突出贡献，2021年2月25日全国脱贫攻坚总结表彰大会上，谷啸被授予“全国脱贫攻坚先进个人”。